# سیستم پردازش داده
سیستم پردازش داده (انگلیسی: Data processing system) یا سیستم پردازش دیتا، ترکیبی از ماشین‌ها، افراد و فرایندهایی است که برای مجموعه‌ای از ورودی‌ها، مجموعه مشخصی از خروجی‌ها را پردازش و تولید می‌کند. در سیستم‌های پردازش داده، ورودی‌ها و خروجی‌ها، بسته به ارتباط پردازشگر با سیستم، داده‌ها، وقایع و اطلاعات، تفسیر می‌شوند. یک سیستم پردازش داده اغلب از بخش‌های؛ تبدیل‌داده، اعتبارسنجی، مرتب‌سازی و خلاصه‌سازی داده‌ها، تجمیع داده، آنالیز و گزارش‌دهی تشکیل می‌شود. نخستین ماشین‌هایی که سیستم پردازش داده در آنها نصب و بکار گرفته شد، دستگاه‌های پانچ کارت بود.